# Isla Gabriola

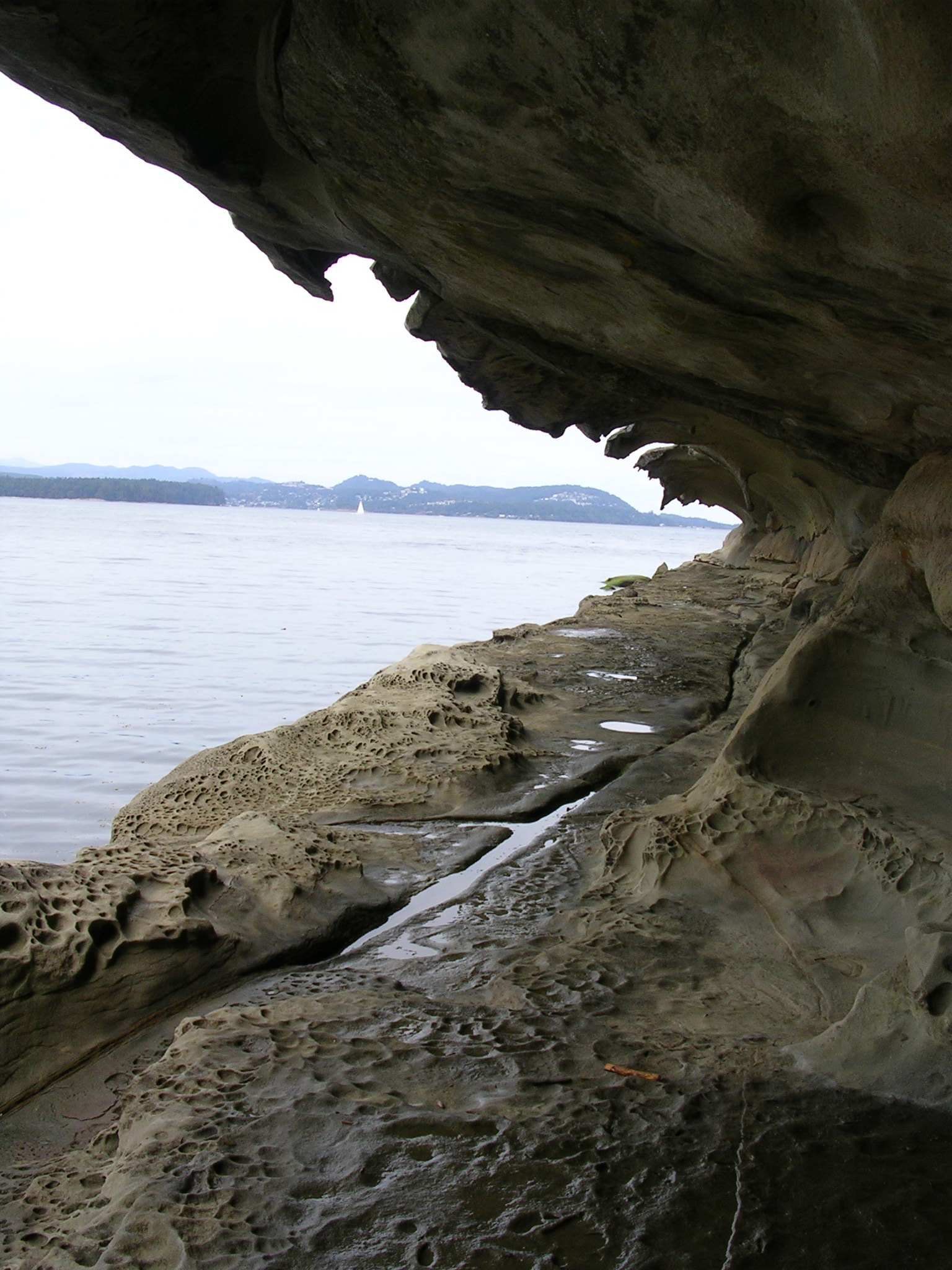
Malaspina Galleries.

La isla Gabriola es una isla perteneciente al archipiélago de las islas del Golfo, y forma parte del distrito regional de Nanaimo, en la Columbia Británica, Canadá. Se encuentra entre la isla de Vancouver y el continente. Tiene una longitud aproximada de 14 kilómetros de largo y 4.2 de ancho, con un área total de 57.6 km² y una población de 3522 según el censo de 2001.  
Hay un servicio de ferries, perteneciente a la B.C. Ferries que conecta la isla con la localidad de Nanaimo en la isla Vancouver. El viaje tiene una duración de 20 minutos y es usado por la mayoría de trabajadores y de estudiantes de la isla que se tienen que desplazar hasta Nanaimo para trabajar o estudiar. La isla posee un gran contingente de artistas y artesanos. 
Se pensaba que el nombre era una evolución de gaviota aunque es más probable que la isla recibiera su nombre de Simón de Gaviola y Zabala, tesorero de la Armada Española.

## Clima
| Parámetros climáticos promedio de Isla Gabriola (1971-2000) | Parámetros climáticos promedio de Isla Gabriola (1971-2000) | Parámetros climáticos promedio de Isla Gabriola (1971-2000) | Parámetros climáticos promedio de Isla Gabriola (1971-2000) | Parámetros climáticos promedio de Isla Gabriola (1971-2000) | Parámetros climáticos promedio de Isla Gabriola (1971-2000) | Parámetros climáticos promedio de Isla Gabriola (1971-2000) | Parámetros climáticos promedio de Isla Gabriola (1971-2000) | Parámetros climáticos promedio de Isla Gabriola (1971-2000) | Parámetros climáticos promedio de Isla Gabriola (1971-2000) | Parámetros climáticos promedio de Isla Gabriola (1971-2000) | Parámetros climáticos promedio de Isla Gabriola (1971-2000) | Parámetros climáticos promedio de Isla Gabriola (1971-2000) | Parámetros climáticos promedio de Isla Gabriola (1971-2000) |
| Mes                                                         | Ene.                                                        | Feb.                                                        | Mar.                                                        | Abr.                                                        | May.                                                        | Jun.                                                        | Jul.                                                        | Ago.                                                        | Sep.                                                        | Oct.                                                        | Nov.                                                        | Dic.                                                        | Anual                                                       |
| ----------------------------------------------------------- | ----------------------------------------------------------- | ----------------------------------------------------------- | ----------------------------------------------------------- | ----------------------------------------------------------- | ----------------------------------------------------------- | ----------------------------------------------------------- | ----------------------------------------------------------- | ----------------------------------------------------------- | ----------------------------------------------------------- | ----------------------------------------------------------- | ----------------------------------------------------------- | ----------------------------------------------------------- | ----------------------------------------------------------- |
| Temp. máx. abs. (°C)                                        | 14.5                                                        | 15.0                                                        | 20.5                                                        | 25.0                                                        | 31.0                                                        | 30.0                                                        | 32.0                                                        | 31.0                                                        | 30.0                                                        | 24.0                                                        | 18.0                                                        | 13.5                                                        | 32.0                                                        |
| Temp. máx. media (°C)                                       | 6.6                                                         | 7.7                                                         | 10.0                                                        | 13.0                                                        | 16.6                                                        | 19.3                                                        | 22.2                                                        | 22.3                                                        | 19.2                                                        | 13.4                                                        | 8.8                                                         | 6.0                                                         | 13.8                                                        |
| Temp. media (°C)                                            | 3.7                                                         | 4.3                                                         | 6.1                                                         | 8.5                                                         | 11.7                                                        | 14.4                                                        | 16.9                                                        | 16.8                                                        | 13.8                                                        | 9.3                                                         | 5.6                                                         | 3.3                                                         | 9.5                                                         |
| Temp. mín. media (°C)                                       | 0.8                                                         | 0.8                                                         | 2.2                                                         | 4.0                                                         | 6.6                                                         | 9.6                                                         | 11.4                                                        | 11.2                                                        | 8.4                                                         | 5.1                                                         | 2.4                                                         | 0.6                                                         | 5.3                                                         |
| Temp. mín. abs. (°C)                                        | -16.0                                                       | -12.0                                                       | -6.0                                                        | -4.0                                                        | -2.0                                                        | 2.0                                                         | 4.0                                                         | 4.5                                                         | 0.0                                                         | -4.5                                                        | -14.0                                                       | -15.0                                                       | -16.0                                                       |
| Precipitación total (mm)                                    | 129.8                                                       | 105.9                                                       | 86.9                                                        | 57.0                                                        | 44.9                                                        | 40.9                                                        | 26.0                                                        | 28.2                                                        | 38.5                                                        | 81.3                                                        | 146.9                                                       | 137.8                                                       | 924.0                                                       |
| Lluvias (mm)                                                | 116.1                                                       | 96.8                                                        | 85.1                                                        | 57.0                                                        | 44.9                                                        | 40.9                                                        | 26.0                                                        | 28.2                                                        | 38.5                                                        | 80.9                                                        | 143.0                                                       | 126.9                                                       | 884.3                                                       |
| Nevadas (cm)                                                | 13.7                                                        | 9.1                                                         | 1.8                                                         | 0                                                           | 0                                                           | 0                                                           | 0                                                           | 0                                                           | 0                                                           | 0.3                                                         | 3.9                                                         | 10.9                                                        | 39.7                                                        |
| Días de precipitaciones (≥ 0.2 mm)                          | 16.5                                                        | 14.1                                                        | 14.4                                                        | 12.5                                                        | 10.7                                                        | 9.2                                                         | 5.9                                                         | 5.7                                                         | 7.3                                                         | 12.2                                                        | 17.2                                                        | 16.4                                                        | 142.0                                                       |
| Días de lluvias (≥ 0.2 mm)                                  | 15.0                                                        | 13.3                                                        | 14.3                                                        | 12.5                                                        | 10.7                                                        | 9.2                                                         | 5.9                                                         | 5.7                                                         | 7.3                                                         | 12.1                                                        | 16.7                                                        | 15.2                                                        | 137.9                                                       |
| Días de nevadas (≥ 0.2 cm)                                  | 2.3                                                         | 1.3                                                         | 0.37                                                        | 0                                                           | 0                                                           | 0                                                           | 0                                                           | 0                                                           | 0                                                           | 0.07                                                        | 0.70                                                        | 1.9                                                         | 6.7                                                         |
| Fuente: Environment Canada                                  |                                                             |                                                             |                                                             |                                                             |                                                             |                                                             |                                                             |                                                             |                                                             |                                                             |                                                             |                                                             |                                                             |